# Cantonul Lubersac
Cantonul Lubersac este un canton din arondismentul Brive-la-Gaillarde, departamentul Corrèze, regiunea Limousin, Franța.

## Comune
- Arnac-Pompadour
- Benayes
- Beyssac
- Beyssenac
- Lubersac (reședință)
- Montgibaud
- Saint-Éloy-les-Tuileries
- Saint-Julien-le-Vendômois
- Saint-Martin-Sepert
- Saint-Pardoux-Corbier
- Saint-Sornin-Lavolps
- Ségur-le-Château